# Металістів (селище, Тверська область)
Металістів (рос. Металлистов) — селище в Калінінському районі Тверської області Російської Федерації.
Населення становить 1757 осіб. Входить до складу муніципального утворення Михайловське сільське поселення.

## Історія
Від 2005 року входить до складу муніципального утворення Михайловське сільське поселення.

## Населення
| 2010 |
| ---- |
| 1757 |